# 楊溥 (弘治進士)
楊溥（1462年—？），字靜夫，南京留守後衛軍籍，直隸長洲縣人，明朝政治人物。

## 生平
成化十九年（1483年）癸卯科應天府鄉試第八十一名舉人。弘治九年（1496年）中式丙辰科會試第一百十七名，三甲第一百四十二名進士。授河南太康縣知縣。

## 家族
曾祖楊景希；祖父楊恕；父楊釗，前母任氏；母高氏。具庆下。